# Antonio Torreano
Antonio Torreano (Torino, 15 settembre 1925 – Casciago, 1 febbraio 2007) è stato un calciatore italiano, di ruolo attaccante.

## Carriera
Giocò in Serie A con la Pro Patria ed in B con Legnano e Salernitana.

## Palmarès

### Club

#### Competizioni nazionali
- Serie C: 1

Prato: 1948-1949